# Storskogen
För andra betydelser, se Storskogen (olika betydelser).

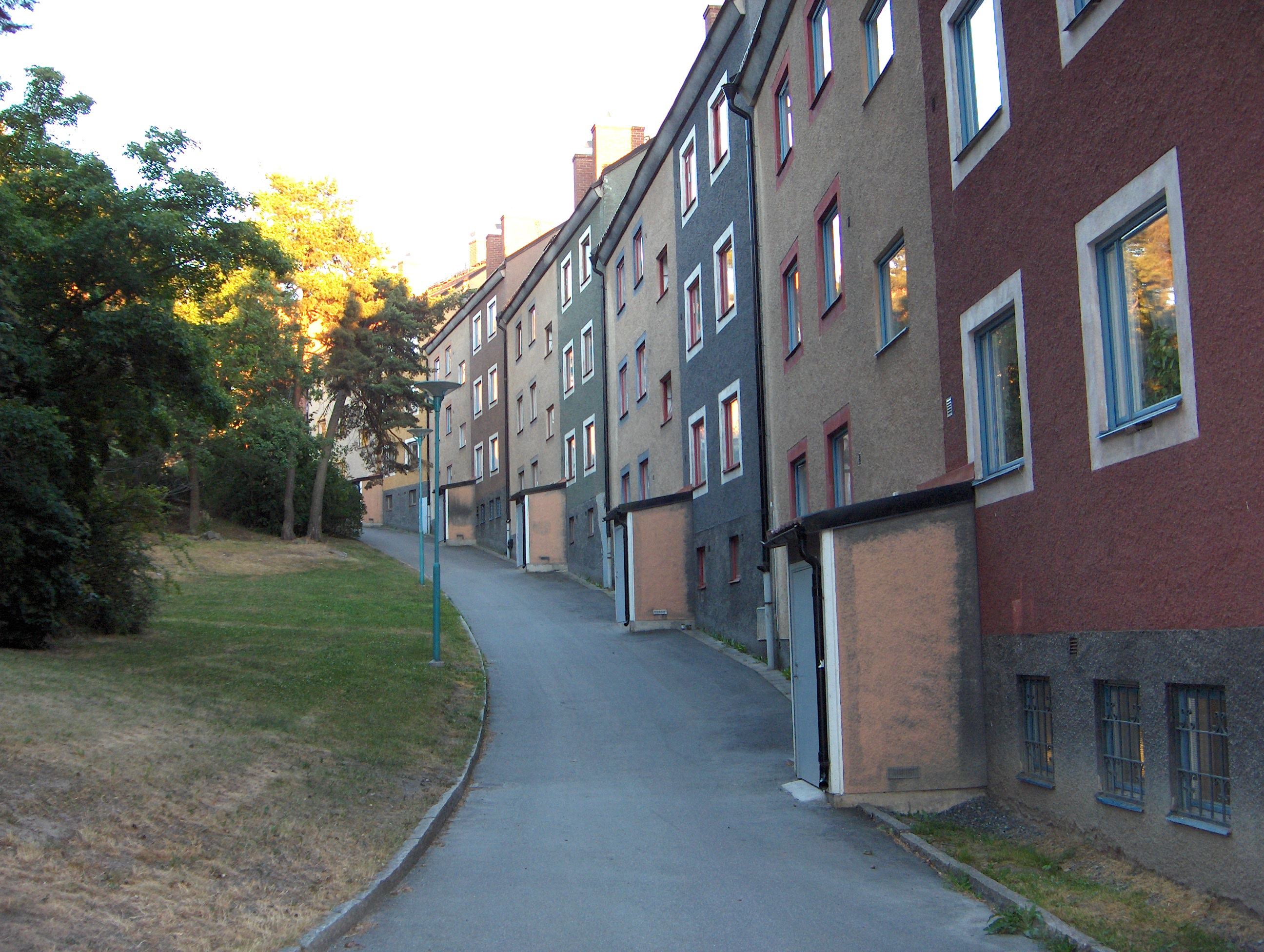
Sammanbyggda lamellhus i Storskogen.

Storskogen är en stadsdel i Sundbybergs kommun.  Den gränsar i söder och väster mot Centrala Sundbyberg, i norr mot Ör och i öster mot Råsunda inom Solna kommun.
Området utgjorde ursprungligen en del av Solna socken, men tillhörde Sundbybergs gård, och överfördes till Bromma 1884 . Det kom sedan att ingå i det område som år 1888 bröts ut ur Bromma för att bilda Sundbybergs köping. Området förblev rätt opåverkat av urbaniseringen fram till 1940-talet, då man började planera för bebyggelse.
Stadsdelen Storskogen var det allmännyttiga bostadsbolaget Förvaltarens första stadsdelsprojekt och byggdes 1950–1958. Huvudarkitekt för bostadshusen var Carl-Evin Sandberg.
Signifikant för Storskogen är den K-märkta lamellhusring som uppfördes omkring Storskogens högsta höjd (numera Storskogsparken). Stadsdelen omfattar, förutom lamellhus, även några stjärnhus och höghus samt ett mindre antal villor.
I slutet av år 2011 bodde 2 755 personer i Storskogen, vilket motsvarade 7,0 % av det totala antalet invånare i Sundbybergs kommun. År 2011 hade 22,3 % av invånarna i Storskogen utländsk bakgrund (var födda utomlands eller hade föräldrar som båda var födda utomlands), vilket är lägre än i Sundbybergs kommun som helhet (35,2 %). I stadsdelen finns 1 669 bostäder, varav 90 % upplåts med hyresrätt, 9 % med bostadsrätt och 1 % med äganderätt eller annan form.

## Kommunikationer
Tunnelbanestationen Näckrosen har en uppgång inom stadsdelen (den andra ligger i Råsunda).

## Bilder
Några bilder på platser och bostadshus i Storskogen, juli 2010.

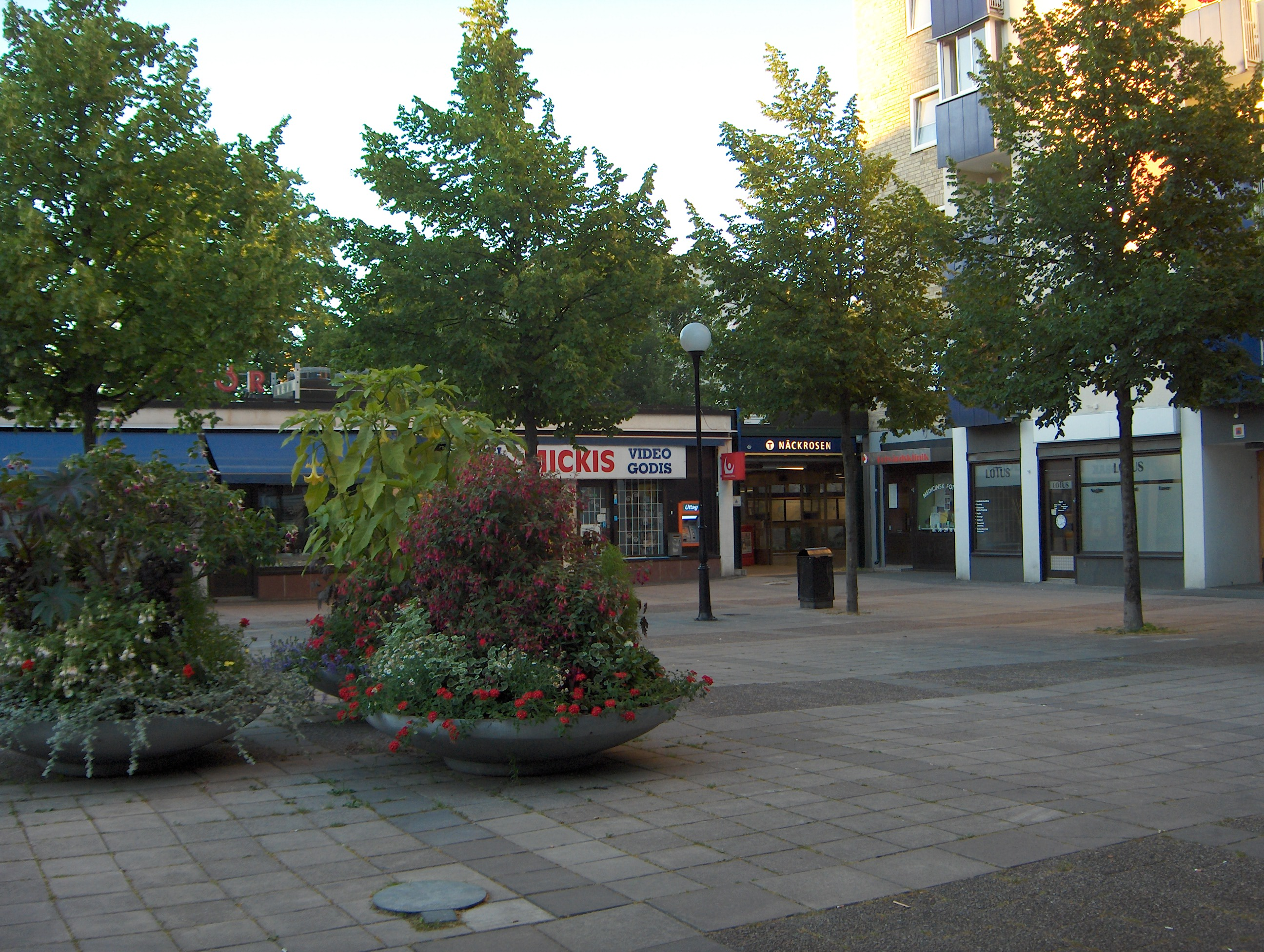
Del av Storskogstorget, med nedgång till tunnelbanan.
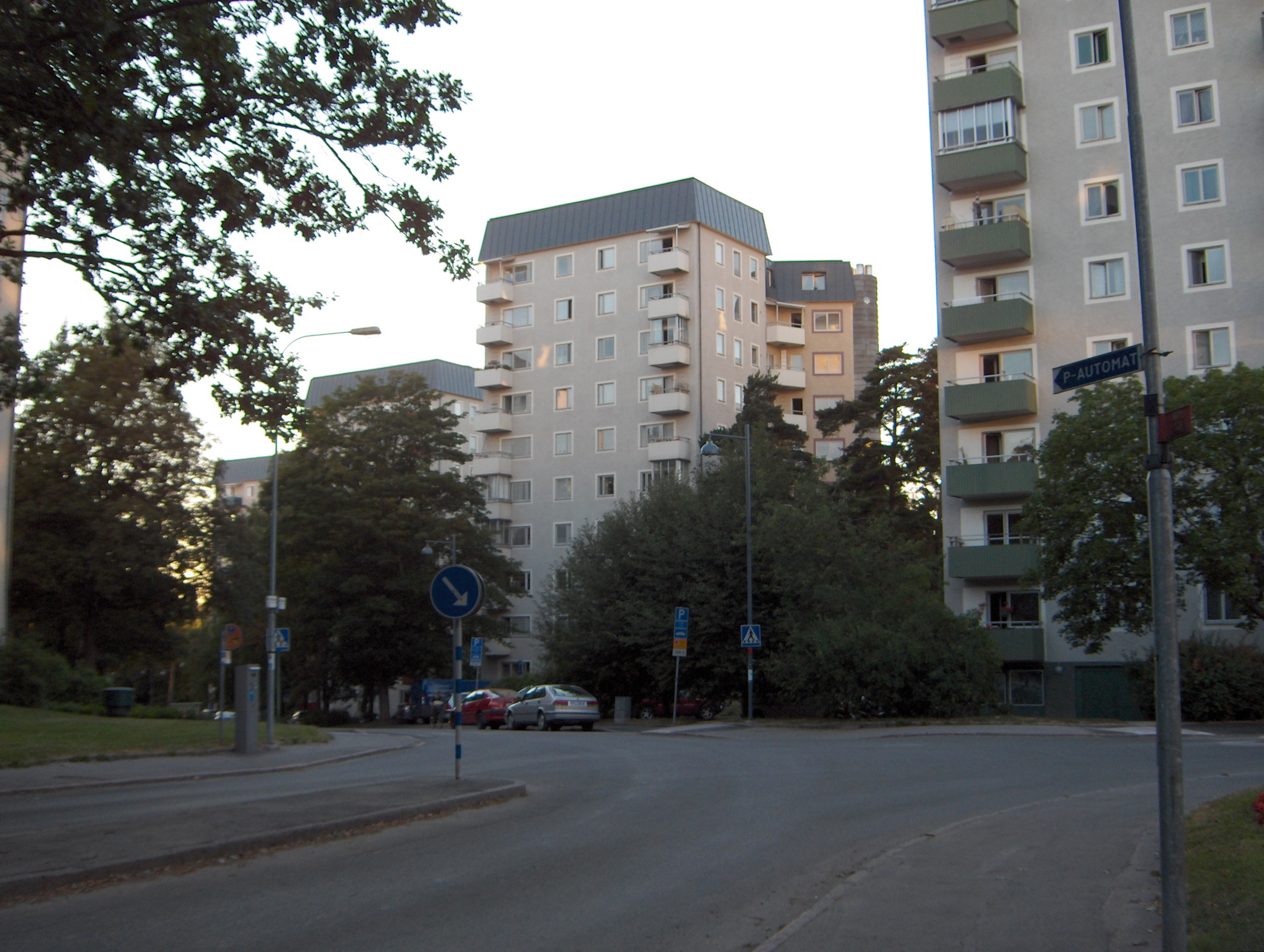
Punkthus nära Storskogstorget.
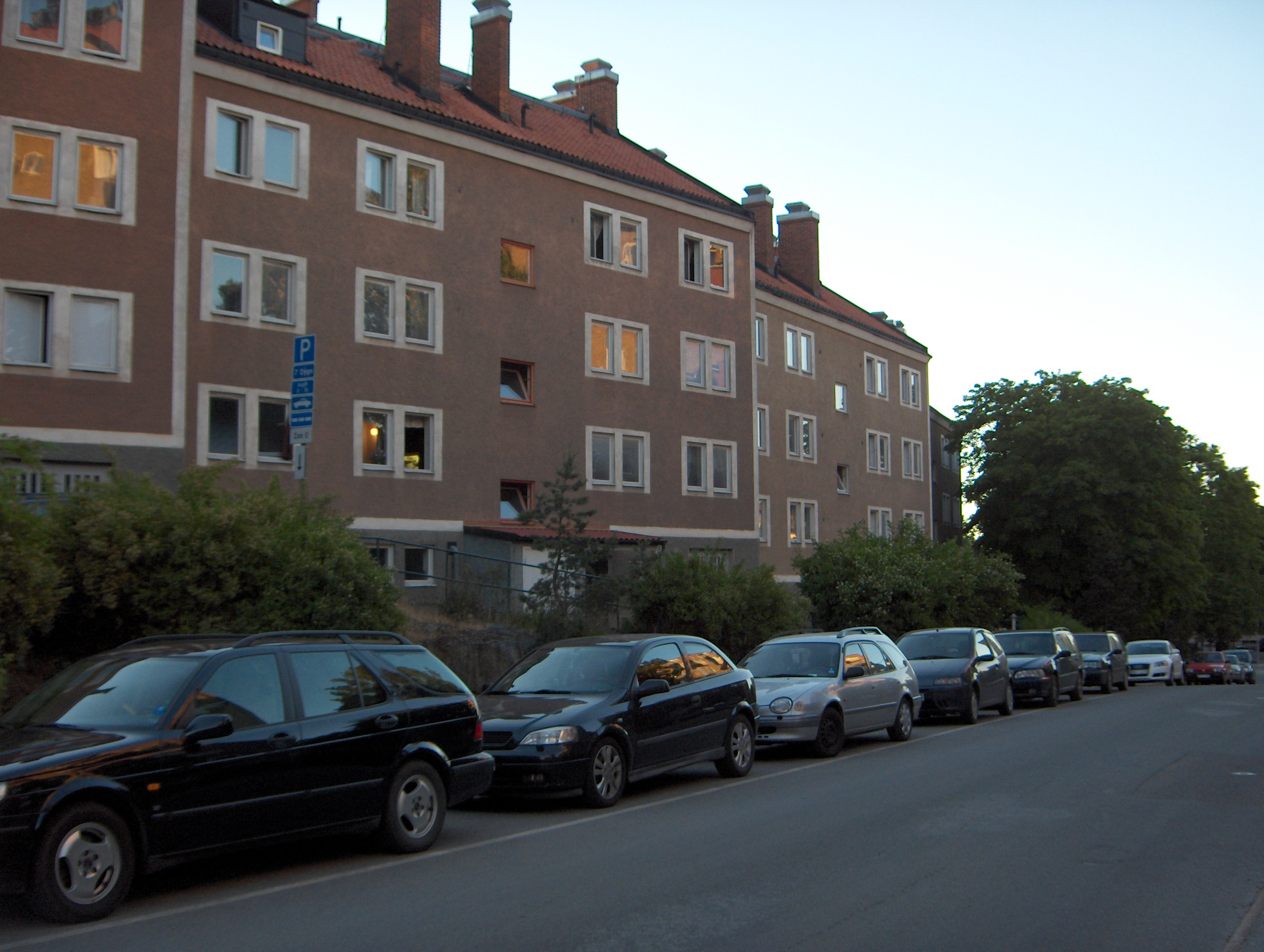
Del av ringen av lamellhus.
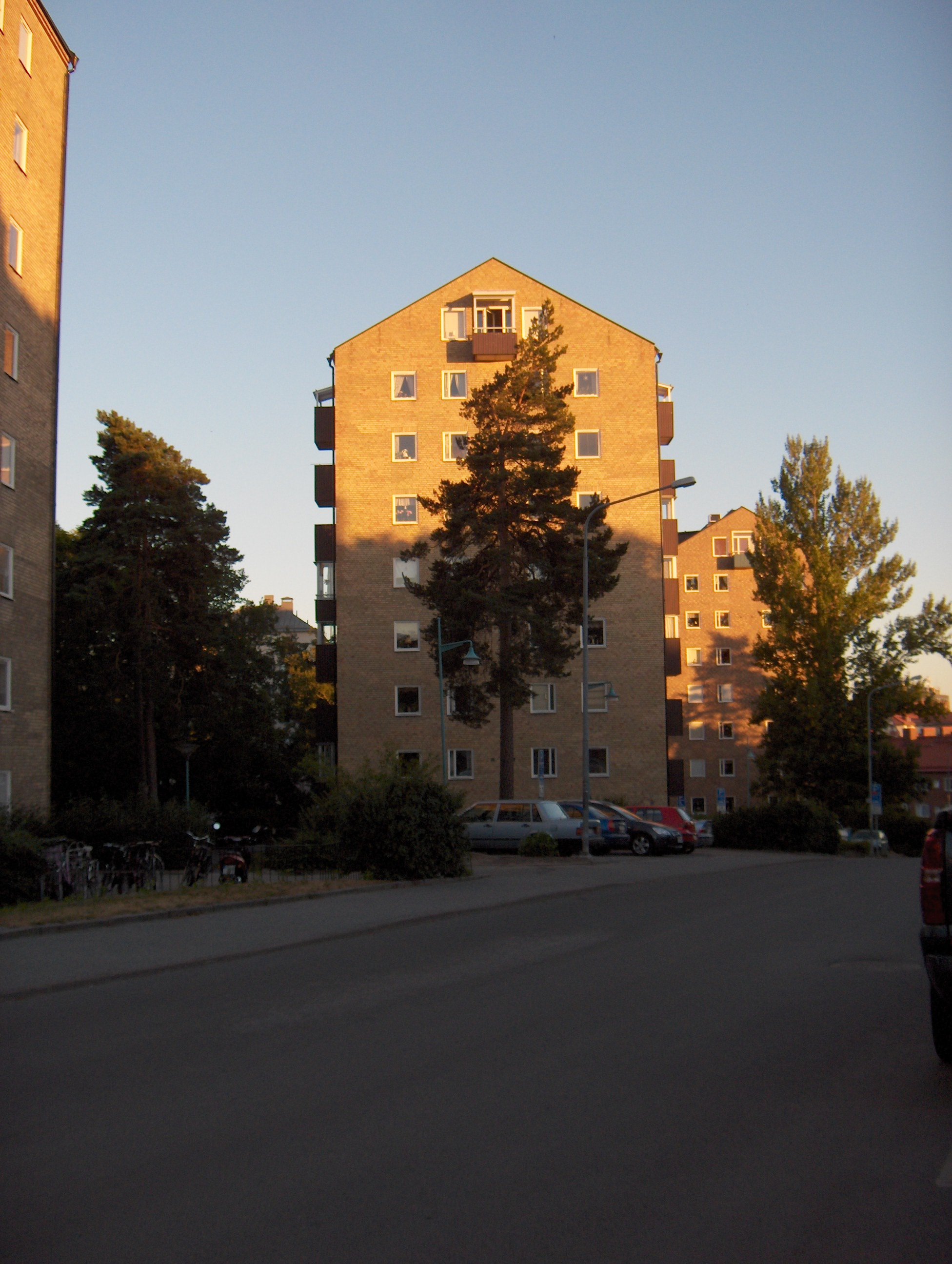
Punkthus på Skogsbacken.